# 锈毛槐
锈毛槐（学名：Sophora prazeri）为豆科槐属下的一个种。

## 扩展阅读
- 維基物種上的相關：锈毛槐